# Toyo Kogyo Soccer Club 1966
Questa voce raccoglie le informazioni riguardanti il Toyo Kogyo Soccer Club nelle competizioni ufficiali della stagione 1966.

## Stagione
Nella stagione 1966 il Toyo Kogyo difese il proprio titolo di campione del Giappone ottenendo le stesse prestazioni dell'anno precedente (vinse dodici gare, ma perse un punto in più rispetto all'anno precedente a causa della prima sconfitta riportata in Japan Soccer League). Anche in Coppa dell'Imperatore la squadra ottenne gli stessi risultati dell'anno precedente, ma fu sconfitta in finale dagli studenti dell'Università di Waseda.

## Maglie e sponsor
La società continuò a confermare le maglie di colore bianco con strisce azzurre.
| Manica sinistra · Manica sinistra · Maglietta · Maglietta · Manica destra · Manica destra · Pantaloncini · Calzettoni |

## Rosa
| N. |                     | Ruolo | Calciatore                   |
| -- | ------------------- | ----- | ---------------------------- |
| 1  | Giappone (bandiera) | P     | Kōji Funamoto                |
| 2  | Giappone (bandiera) | D     | Yosuke Niwa                  |
| 3  | Giappone (bandiera) | D     | Hiroyuki Kuwahara (capitano) |
| 4  | Giappone (bandiera) | D     | Kazuo Imanishi               |
| 5  | Giappone (bandiera) | D     | Michihiro Ozawa              |
| 6  | Giappone (bandiera) | C     | Yoshinobu Ishii              |
| 7  | Giappone (bandiera) | A     | Ryuzo Okamitsu               |
| 8  | Giappone (bandiera) | A     | Yasuyuki Kuwahara            |
| 9  | Giappone (bandiera) | C     | Aritatsu Ogi                 |
| 10 | Giappone (bandiera) | C     | Takayuki Kuwata              |
| 11 | Giappone (bandiera) | A     | Ikuo Matsumoto               |
| 12 | Giappone (bandiera) | D     | Hiromi Tanimura              |
| 13 | Giappone (bandiera) |       | Shoichi Nishikawa            |
| 14 | Giappone (bandiera) | C     | Teruo Nimura                 |

| N. |                     | Ruolo | Calciatore         |
| -- | ------------------- | ----- | ------------------ |
| 15 | Giappone (bandiera) | D     | Hiroshi Yoshida    |
| 16 | Giappone (bandiera) |       | Takahiro Matsunaga |
| 17 | Giappone (bandiera) | C     | Kenzō Ōhashi       |
| 18 | Giappone (bandiera) |       | Masaru Shoriki     |
| 19 | Giappone (bandiera) |       | Hirohumi Kyushi    |
| 20 | Giappone (bandiera) | C     | Haruo Oshima       |
| 21 | Giappone (bandiera) |       | Masaru Ohara       |
| 22 | Giappone (bandiera) |       | Yoshiyuki Susaku   |
| 23 | Giappone (bandiera) | C     | Takehiko Kawanishi |
| 24 | Giappone (bandiera) | A     | Tsutomu Nakamura   |
| 25 | Giappone (bandiera) |       | Hiroshige Wakata   |
| 26 | Giappone (bandiera) |       | Hisato Joto        |
| 27 | Giappone (bandiera) | P     | Yukio Shimomura    |

## Statistiche

### Statistiche di squadra
| Competizione          | Punti | Totale | Totale | Totale | Totale | Totale | Totale | DR  |
| Competizione          | Punti | G      | V      | N      | P      | Gf     | Gs     | DR  |
| --------------------- | ----- | ------ | ------ | ------ | ------ | ------ | ------ | --- |
| Japan Soccer League   | 25    | 14     | 12     | 1      | 1      | 43     | 6      | +37 |
| Coppa dell'Imperatore | -     | 3      | 2      | 0      | 1      | 7      | 3      | +4  |
| Totale                | -     | 17     | 14     | 1      | 2      | 50     | 9      | +41 |

### Statistiche dei giocatori
| Giocatore   | Japan Soccer League | Japan Soccer League |
| Giocatore   | Presenze            | Reti                |
| ----------- | ------------------- | ------------------- |
| Funamoto    | 14                  | -6                  |
| Imanishi    | 14                  | 0                   |
| Ishii       | 10                  | 0                   |
| H. Kuwahara | 14                  | -                   |
| Y. Kuwahara | 14                  | 9                   |
| Kuwata      | 14                  | 6                   |
| Matsumoto   | 14                  | 6                   |
| Nimura      | 11                  | 0                   |
| Niwa        | 14                  | 0                   |
| Ogi         | 14                  | 14                  |
| Okamitsu    | 14                  | 8                   |